# Petit Auvignon

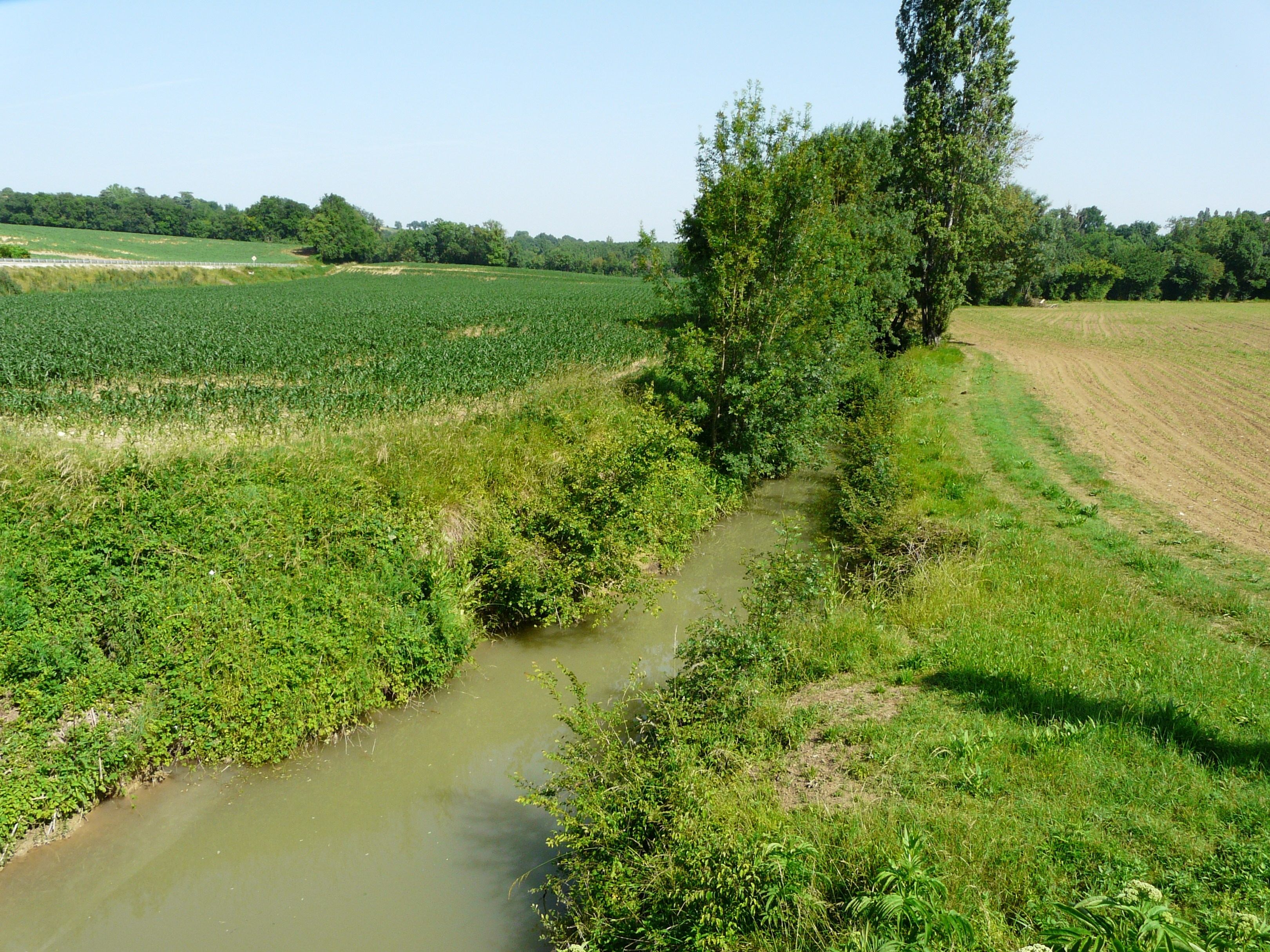
Petit Auvignon zwischen Montagnac-sur-Auvignon und Saumont in Lot-et-Garonne, Frankreich

Der Petit Auvignon ist ein Fluss in Frankreich, der in den Regionen Okzitanien und Nouvelle-Aquitaine verläuft. Er entspringt am nördlichen Ortsrand von La Romieu, entwässert generell in nordwestlicher Richtung und mündet nach rund 24 Kilometern an der Gemeindegrenze von Saumont und Montagnac-sur-Auvignon als rechter Nebenfluss in den Grand Auvignon, der sich ab hier lediglich Auvignon nennt. Auf seinem Weg durchquert der Petit Auvignon die Départements Gers und Lot-et-Garonne.

## Orte am Fluss
- La Romieu
- Nomdieu